# Ingrid Felipe
Ingrid Felipe (ur. 22 sierpnia 1978 w Hall in Tirol) – austriacka polityk i działaczka samorządowa, w 2017 lider Zielonych – Zielonej Alternatywy, zastępczyni starosty krajowego Tyrolu (2013–2022).

## Życiorys
W 2003 ukończyła zarządzanie przedsiębiorstwem na Uniwersytecie Leopolda i Franciszka w Innsbrucku. Zajmowała się zarządzaniem zasobami ludzkimi, pracowała też w biurze architektonicznym. Zaangażowała się w działalność polityczną w ramach Zielonych w Tyrolu. W 2012 objęła mandat posłanki do landtagu. W 2013 dołączyła do rządu tego kraju związkowego jako zastępczyni starosty krajowego Günthera Plattera. Stanowisko to zajmowała do 2022.
W czerwcu 2016 została wiceprzewodniczącą federalnych struktur swojej partii. W czerwcu 2017 stanęła na czele austriackich Zielonych. Ustąpiła już w październiku tegoż roku, gdy jej ugrupowanie nie przekroczyło progu wyborczego do Rady Narodowej.